# 藤田昌央
藤田 昌央（ふじた まさお、1953年1月26日 - ）は、日本の経済産業官僚。経済産業省大臣官房審議官や愛知万博協会事務次長、小松製作所常務を経て、サハリン石油ガス開発代表取締役社長。

## 経歴・人物
愛知県出身。1971年に愛知県豊橋市の愛知県立時習館高等学校から東京大学に入学。1975年に同大学法学部卒業後、同年4月に通商産業省（当時）に入省。同期に石田徹（日本商工会議所専務理事）、太田房江（参議院議員）、八幡和郎、三本松進など。
1996年8月、資源エネルギー庁公益事業部開発課長として、新潟県巻町に東北電力が計画していた原子力発電所計画を住民投票が否決したことを受け上京した笹口町長に国の電源開発基本計画からの削除を拒否して批判を浴びた。
2005年、愛知万博（愛・地球博）協会の事務次長としてロシアシベリアで発見された冷凍マンモスを展示し博覧会の知名度を上げ、2200万人の入場者を確保し博覧会収支を黒字とした。
2010年10月、小松製作所のロシア代表として、ロシアで初めての外国企業の建設機械組み立て工場をヤロスラヴリ州に建設し、プーチン首相を開会式に招待した。
2016年3月、サハリン石油ガス開発の社長として、サハリン1のオドプト鉱床の開発のために9億ドルを国際協力銀行及び民間銀行から借受け投資して生産開始に繋げた。
2023年春の叙勲で瑞宝中綬章を受章した。

## 年譜
- 1992年 - 在ロシア連邦日本大使館経済参事官
- 1995年 - 資源エネルギー庁公益事業部開発課長[1][2]
- 1997年 - 通商産業大臣官房参事官
- 1998年 - 内閣官房内政審議室内閣審議官
- 2000年 - 中小企業庁計画部計画課長
- 2001年 - 特許庁総務部長 [15]
- 2003年 ~ 2005年 - 日本国際博覧会協会事務次長[3][4][5]
- 2005年 - 経済産業省大臣官房審議官　経済産業省退官
- 2007年 -  株式会社小松製作所執行役員　コマツCIS会長[6][7][8][9]
- 2013年 - 株式会社小松製作所常務執行役員[10]
- 2015年 - サハリン石油ガス開発　代表取締役社長[11][12][13][14]